# Atracis castaneiceps
Atracis castaneiceps är en insektsart som först beskrevs av Jacobi 1917.  Atracis castaneiceps ingår i släktet Atracis och familjen Flatidae. Inga underarter finns listade i Catalogue of Life.